# Nicon eugeniae
Nicon eugeniae är en ringmaskart som beskrevs av Johan Gustaf Hjalmar Kinberg 1866. Nicon eugeniae ingår i släktet Nicon och familjen Nereididae. Inga underarter finns listade i Catalogue of Life.